# Liste der Orte in Heilbronn
Die Liste der Orte in Heilbronn listet die geographisch getrennten Orte (Ortsteile, Stadtteile, Dörfer, Weiler, Höfe, Wohnplätze, Wüstungen) des Stadtkreises Stadt Heilbronn.

## Systematische Liste
Stadtteile und sonstige Orte des Stadtkreises Heilbronn:
- Heilbronn mit den Stadtteilen Biberach, Böckingen, Frankenbach, Heilbronn, Horkheim, Kirchhausen, Klingenberg, Neckargartach und Sontheim.
  - Zu Biberach die Höfe Konradsberg.
  - Zu Frankenbach der Hof Hipfelhof.
  - Zu Neckargartach die Höfe Altböllinger Hof, Neckarau und Neuböllinger Hof.

- Abgegangene, heute nicht mehr bestehende Orte:
  - Utenhausen auf Markung Biberach,
  - Hetensbach[2] und Rühlingshausen[3] auf Markung Böckingen,
  - Altböckingen auf Markung Heilbronn,
  - Aschheim und Widegauenhusa auf Markung Kirchhausen.

## Alphabetische Liste
In Normalschrift erscheinen Stadtteile, in Kursivschrift Wohnplätze, Höfe, Häuser und Wüstungen:
| - Altböckingen (Wüstung) zu Heilbronn - Altböllinger Hof zu Heilbronn - Aschheim (Wüstung) zu Heilbronn - Biberach zu Heilbronn - Böckingen zu Heilbronn - Frankenbach zu Heilbronn - Hetensbach (Wüstung) zu Heilbronn - Hipfelhof zu Heilbronn - Horkheim zu Heilbronn - Kirchhausen zu Heilbronn - Klingenberg zu Heilbronn - Konradsberg zu Heilbronn | - Neckarau zu Heilbronn - Neckargartach zu Heilbronn - Neuböllinger Hof zu Heilbronn - Nikolauskapelle - Rühlingshausen (Wüstung) zu Heilbronn - Sontheim zu Heilbronn - Trappensee - Utenhausen (Wüstung) zu Heilbronn - Widegauenhusa zu Heilbronn - Widmannstal |